# Foreign white
Foreign white är en kattras av orientalisk typ. 

## Utseende
En foreign white är en maskad siames eller balines "med vit kostym". Den är helvit och har blå ögon. Kroppen är slank med långa ben och lång, smal svans. Huvudet är triangelformat och elegant, med stora öron som sitter brett isär.

## Temperament
Foreign white är, som sina syskonraser av orientalisk typ, livlig och alert, och anses vara intelligent och lättlärd. Den "pratar" ofta med en mörk och tydlig röst.

## Historia
Eftersom nedärvd dövhet som är känt hos dominant vita katter är okänd i siamesen, var det tänkt att om det dominanta vita från ett brittiskt korthår kunde kombineras med de blåa ögonen från en siames. Då skulle problemet med dövhet inte längre existera. Så genom att avla blåögda siameser med dominant vita katter var det tänkt att få bort dövheten. Därför skapades rasen foreign white, genom ett väl genomtänkt avelsprogram som startade i början av 1960-talet. År 1966 visades foreign white i en variantklass på en utställning i England och 1977 fick den champion-status inom GCCF (Governing Council of the Cat Fancy). Foreign white erkänns inte som en egen ras inom SVERAK, utan registreras där som "vit siames".